# Mchenga conophoros
Mchenga conophoros är en fiskart som först beskrevs av Stauffer, Lovullo och Mckaye, 1993.  Mchenga conophoros ingår i släktet Mchenga och familjen Cichlidae. IUCN kategoriserar arten globalt som sårbar. Inga underarter finns listade i Catalogue of Life.